# 세계 양궁 연맹
세계 양궁 연맹(영어: World Archery 월드 아처리[*], WA)은 양궁 종목을 총괄하는 국제 스포츠 행정 기구이다. 1931년 9월 4일에 설립되었고, 본부는 스위스 로잔에 있다.

## 역사
세계 양궁 연맹은 1931년 9월 4일 폴란드 르보프(현재의 우크라이나 리비우)에서 '국제 양궁 연맹'(프랑스어: Fédération Internationale de Tir à l'Arc, FITA)이라는 이름으로 창설되었다. 창설 당시에는 미국, 스웨덴, 이탈리아, 체코슬로바키아, 폴란드, 프랑스, 헝가리 등의 국가들이 참여하였다. 조직 설립 목적은 정기적으로 개최되는 국제 대회의 창설과, 1920년 이래로 올림픽 경기 종목에서 제외된 양궁의 올림픽 복귀였다. 이후 양궁은 1972년 하계 올림픽에서부터 정식 종목으로 다시 채택되었다.
국제 양궁 연맹은 1931년부터 세계 양궁 선수권 대회를 개최해왔다. 이 대회는 최초에는 매년 열리다가 1959년부터 2년마다 열리는 것으로 변경되었다. 1959년 연맹은 제1회 세계 필드 선수권 대회도 개최하였다.
2011년 6월에 연맹 설립 80주년을 기념하여 개최된 회의에서 투표를 통해 '국제 양궁 연맹'에서 '세계 양궁 연맹'(WA)으로 이름을 변경했다.

## 회원국
| 국가                   | 협회                             | 코드 | 대륙       | 설립   | 가맹   | 비고        |
| ---------------------- | -------------------------------- | ---- | ---------- | ------ | ------ | ----------- |
| 가이아나               | 가이아나 양궁 연맹               | GUY  | 아메리카   | 2014년 | 2015년 |             |
| 과테말라               | 과테말라 국가 양궁 협회          | GUA  | 아메리카   | 1977년 | 1977년 |             |
| 그리스                 | 그리스 양궁 연맹                 | GRE  | 유럽       | 1999년 | 1983년 |             |
| 나미비아               | 나미비아 양궁 협회               | NAM  | 아프리카   | 2000년 | 2001년 |             |
| 나이지리아             | 나이지리아 양궁 연맹             | NGR  | 아프리카   | 1997년 | 1997년 |             |
| 남아프리카 공화국      | 남아프리카 국가 양궁 협회        | RSA  | 아프리카   | 1948년 | 1950년 |             |
| 네덜란드               | 네덜란드 양궁 연맹               | NED  | 유럽       | 1922년 | 1952년 |             |
| 네팔                   | 네팔 양궁 협회                   | NEP  | 아시아     | 1984년 | 1989년 |             |
| 노르웨이               | 노르웨이 양궁 연맹               | NOR  | 유럽       | 1949년 | 1949년 |             |
| 노퍽                   | 노퍽섬 양궁 협회                 | NFK  | 오세아니아 |        |        | 비활성      |
| 누벨칼레도니           | 누벨칼레도니 양궁 연맹           | NCL  | 오세아니아 |        |        | 비활성      |
| 뉴질랜드               | 뉴질랜드 양궁 연맹               | NZL  | 오세아니아 | 1943년 | 1952년 |             |
| 니우에                 | 니우에 양궁 협회                 | NIU  | 오세아니아 | 2019년 | 2019년 |             |
| 니제르                 | 니제르 양궁 연맹                 | NIG  | 아프리카   | 2009년 | 2011년 |             |
| 대한민국               | 대한양궁협회                     | KOR  | 아시아     | 1922년 | 1963년 |             |
| 덴마크                 | 세계 양궁 덴마크 연맹            | DEN  | 유럽       | 1941년 | 1946년 |             |
| 도미니카 공화국        | 도미니카 양궁 연맹               | DOM  | 아메리카   | 1974년 | 1975년 |             |
| 독일                   | 독일 사격 양궁 연맹              | GER  | 유럽       | 1861년 | 1950년 |             |
| 동티모르               | 동티모르 양궁 연맹               | TLS  | 아시아     |        |        |             |
| 라오스                 | 라오 양궁 연맹                   | LAO  | 아시아     | 1999년 | 2000년 | 비활성      |
| 라트비아               | 라트비아 양궁 연맹               | LAT  | 유럽       | 1963년 | 1994년 |             |
| 러시아                 | 러시아 양궁 연맹                 | RUS  | 유럽       | 1959년 | 1971년 |             |
| 레바논                 | 레바논 양궁 연맹                 | LBN  | 아시아     |        |        |             |
| 레소토                 | 레소토 양궁 연맹                 | LES  | 아프리카   | 2019년 | 2019년 | 비활성      |
| 루마니아               | 루마니아 양궁 연맹               | ROU  | 유럽       | 1990년 | 1979년 |             |
| 룩셈부르크             | 룩셈부르크 양궁 연맹             | LUX  | 유럽       | 1959년 | 1955년 |             |
| 리비아                 | 리비아 양궁 연맹                 | LBA  | 아프리카   | 1998년 | 1999년 |             |
| 리투아니아             | 리투아니아 양궁 연맹             | LTU  | 유럽       | 1998년 | 1999년 |             |
| 리히텐슈타인           | 리히텐슈타인 양궁 연맹           | LIB  | 유럽       | 1985년 | 1985년 |             |
| 마다가스카르           | 마다가스카르 양궁 연맹           | MAD  | 아프리카   |        |        | 비활성      |
| 마카오                 | 마카오 양궁 협회                 | MAC  | 아시아     | 1991년 | 1991년 |             |
| 말라위                 | 말라위 양궁 협회                 | MAW  | 아프리카   | 2011년 | 2012년 |             |
| 말레이시아             | 말레이시아 국가 양궁 협회        | MAS  | 아시아     | 1974년 | 1975년 |             |
| 말리                   | 말리 양궁 연맹                   | MLI  | 아프리카   | 2014년 | 2015년 |             |
| 멕시코                 | 세계 양궁 멕시코 연맹            | MEX  | 아메리카   | 2024년 | 1985년 |             |
| 모나코                 | 모나코 사격 연맹                 | MON  | 유럽       | 1951년 | 1967년 |             |
| 모로코                 | 모로코 왕립 양궁 연맹            | MAR  | 아프리카   | 1957년 | 1958년 | 비활성      |
| 모리셔스               | 모리셔스 양궁 연맹               | MTN  | 아프리카   | 2020년 | 2023년 |             |
| 몬테네그로             | 몬테네그로 양궁 협회             | MNE  | 유럽       | 2006년 | 2007년 | 비활성      |
| 몰도바                 | 몰도바 공화국 양궁 연맹          | MDA  | 유럽       | 1993년 | 1993년 |             |
| 몰타                   | 몰타 양궁 협회                   | MLT  | 유럽       | 1970년 | 1971년 |             |
| 몽골                   | 몽골 양궁 협회                   | MGL  | 아시아     | 1961년 | 1963년 |             |
| 미국                   | 미국 양궁 연맹                   | USA  | 아메리카   | 1879년 | 1931년 |             |
| 미국령 버진아일랜드    | 세계 양궁 버진아일랜드 연맹      | ISV  | 아메리카   | 2012년 | 2013년 |             |
| 미얀마                 | 미얀마 양궁 연맹                 | MYA  | 아시아     | 1995년 | 1995년 |             |
| 바누아투               | 바누아투 양궁 연맹               | VAN  | 아시아     | 1999년 | 2000년 |             |
| 바레인                 | 바레인 사격 협회                 | BRN  | 아시아     | 2014년 | 2020년 |             |
| 바베이도스             | 세계 양궁 바베이도스 연맹        | BAR  | 아메리카   | 1997년 | 1997년 |             |
| 바하마                 | 바하마 양궁 연맹                 | BAH  | 아메리카   | 2012년 | 2013년 |             |
| 방글라데시             | 방글라데시 양궁 연맹             | BAN  | 아시아     | 2001년 | 2003년 |             |
| 버뮤다                 | 버뮤다 국가 양궁 협회            | BER  | 아메리카   | 1969년 | 2002년 |             |
| 베냉                   | 베냉 양궁 연맹                   | BEN  | 아프리카   | 2006년 | 2007년 |             |
| 베네수엘라             | 베네수엘라 양궁 연맹             | VEN  | 아메리카   | 1953년 | 1955년 |             |
| 베트남                 | 베트남 양궁 연맹                 | VIE  | 아시아     | 1999년 | 1999년 |             |
| 벨기에                 | 벨기에 왕립 양궁 연맹            | BEL  | 유럽       | 1926년 | 1931년 |             |
| 벨라루스               | 벨라루스 양궁 연맹               | BLR  | 유럽       | 1992년 | 1992년 |             |
| 볼리비아               | 볼리비아 양궁 연맹               | BOL  | 아메리카   | 2014년 | 2015년 |             |
| 부탄                   | 부탄 양궁 연맹                   | BHU  | 아시아     | 1980년 | 1983년 |             |
| 북마케도니아           | 마케도니아 양궁 연맹             | MKD  | 유럽       | 1994년 | 2013년 | 비활성      |
| 불가리아               | 불가리아 양궁 연맹               | BUL  | 유럽       | 1980년 | 1983년 |             |
| 브라질                 | 브라질 양궁 연맹                 | BRA  | 아메리카   | 1991년 | 1993년 |             |
| 사모아                 | 사모아 양궁 연맹                 | SAM  | 오세아니아 | 2019년 | 2006년 |             |
| 사우디아라비아         | 사우디아라비아 양궁 연맹         | KSA  | 아시아     | 1983년 | 1983년 |             |
| 산마리노               | 산마리노 양궁 연맹               | SMR  | 유럽       | 1987년 | 1987년 |             |
| 세네갈                 | 세네갈 양궁 연맹                 | SEN  | 아프리카   | 2001년 | 2009년 |             |
| 세르비아               | 세르비아 양궁 협회               | SBR  | 유럽       | 1991년 | 1994년 |             |
| 세인트빈센트 그레나딘  | 세인트빈센트 그레나딘 양궁 협회  | VIN  | 아메리카   | 2019년 | 2019년 |             |
| 소말리아               | 소말리아 양궁 연맹               | SOM  | 아프리카   | 2006년 | 2008년 |             |
| 수단                   | 수단 양궁 연맹                   | SUD  | 아프리카   | 2011년 | 2013년 |             |
| 스리랑카               | 스리랑카 양궁 협회               | SRI  | 아시아     | 1999년 | 1999년 |             |
| 스웨덴                 | 스웨덴 양궁 협회                 | SWE  | 유럽       | 1941년 | 1931년 |             |
| 스위스                 | 스위스 양궁 연맹                 | SUI  | 유럽       | 1953년 | 1953년 |             |
| 스페인                 | 스페인 왕립 양궁 연맹            | ESP  | 유럽       | 1949년 | 1972년 |             |
| 솔로몬 제도            | 솔로몬 제도 양궁 연맹            | SOL  | 오세아니아 |        |        |             |
| 슬로바키아             | 슬로바키아 양궁 협회             | SVK  | 유럽       | 1958년 | 1993년 |             |
| 슬로베니아             | 슬로베니아 양궁 선수 협회        | SLO  | 유럽       | 1976년 | 1992년 |             |
| 시리아                 | 시리아 아랍 양궁 연맹            | SYR  | 아시아     | 2000년 | 2019년 | 비활성      |
| 시에라리온             | 시에라리온 양궁 협회             | SLE  | 아프리카   | 2015년 | 2016년 |             |
| 싱가포르               | 싱가포르 양궁 협회               | SGP  | 아시아     | 1967년 | 1967년 |             |
| 아르메니아             | 아르메니아 양궁 연맹             | ARM  | 유럽       | 1993년 | 1982년 |             |
| 아르헨티나             | 아르헨티나 양궁 연맹             | ARG  | 아메리카   | 1973년 | 1973년 |             |
| 아이슬란드             | 세계 양궁 아이슬란드 연맹        | ISL  | 유럽       | 2014년 | 1994년 |             |
| 아일랜드               | 아일랜드 양궁 연맹               | IRL  | 유럽       | 1960년 | 1964년 |             |
| 아제르바이잔           | 아제르바이잔 양궁 연맹           | AZB  | 유럽       | 1963년 | 1993년 |             |
| 아프가니스탄           | 아프가니스탄 양궁 연맹           | AFG  | 아시아     | 2017년 | 2022년 | 임시 회원국 |
| 안도라                 | 안도라 양궁 연맹                 | AND  | 유럽       | 2014년 | 2016년 |             |
| 아랍에미리트           | 아랍에미리트 양궁 연맹           | UAE  | 아시아     | 2014년 | 2015년 |             |
| 알바니아               | 알바니아 양궁 연맹               | ALB  | 유럽       | 2014년 | 2015년 | 비활성      |
| 알제리                 | 알제리 사격 연맹                 | ALG  | 아프리카   | 1963년 | 2007년 |             |
| 에스토니아             | 에스토니아 양궁 협회             | EST  | 유럽       | 1990년 | 1991년 |             |
| 에콰도르               | 에콰도르 양궁 연맹               | ECU  | 아메리카   | 1999년 | 1992년 |             |
| 엘살바도르             | 살바도르 양궁 연맹               | ESA  | 아메리카   | 1979년 | 1983년 |             |
| 영국                   | 영국 양궁 연맹                   | GBR  | 유럽       | 1861년 | 1931년 |             |
| 영국령 버진아일랜드    | 버진아일랜드 양궁 협회           | IVB  | 아메리카   | 2015년 | 2016년 |             |
| 예멘                   | 예멘 양궁 협회                   | YEM  | 아시아     | 2013년 | 2019년 |             |
| 오스트레일리아         | 오스트레일리아 양궁 연맹         | AUS  | 오세아니아 | 1945년 | 1952년 |             |
| 오스트리아             | 오스트리아 양궁 연맹             | AUT  | 유럽       | 1963년 | 1965년 |             |
| 온두라스               | 온두라스 국가 양궁 연맹          | HON  | 아메리카   | 2001년 | 2001년 |             |
| 요르단                 | 요르단 양궁 연맹                 | JOR  | 아시아     | 2019년 | 2019년 |             |
| 우간다                 | 우간다 양궁 연맹                 | UGA  | 아프리카   | 1987년 | 1987년 |             |
| 우루과이               | 우루과이 양궁 연맹               | URU  | 아메리카   |        |        |             |
| 우즈베키스탄           | 우즈베키스탄 양궁 연맹           | UZB  | 아시아     | 1991년 | 1993년 |             |
| 우크라이나             | 우크라이나 양궁 연맹             | UKR  | 유럽       | 1992년 | 1992년 |             |
| 이라크                 | 이라크 양궁 연맹                 | IRQ  | 아시아     | 1986년 | 1989년 |             |
| 이란                   | 이란 양궁 연맹                   | IRI  | 아시아     | 1997년 | 1997년 |             |
| 이집트                 | 이집트 양궁 연맹                 | EGY  | 아프리카   | 1989년 | 1998년 |             |
| 인도                   | 인도 양궁 협회                   | IND  | 아시아     | 1973년 | 1972년 |             |
| 인도네시아             | 인도네시아 양궁 협회             | INA  | 아시아     | 1953년 | 1959년 |             |
| 일본                   | 전일본 양궁 연맹                 | JPN  | 아시아     | 1956년 | 1958년 |             |
| 자메이카               | 자메이카 양궁 협회               | JAM  | 아메리카   |        |        |             |
| 조선민주주의인민공화국 | 조선민주주의인민공화국 양궁 협회 | PRK  | 아시아     | 1953년 | 1961년 |             |
| 조지아                 | 조지아 국가 양궁 연맹            | GEO  | 유럽       | 2003년 | 1993년 |             |
| 중화 타이베이          | 중화민국 양궁 협회               | TPE  | 아시아     | 1973년 | 1969년 |             |
| 중화인민공화국         | 중국 양궁 협회                   | CHN  | 아시아     | 1964년 | 1967년 |             |
| 지부티                 | 지부티 양궁 연맹                 | DJI  | 아프리카   | 2016년 | 2016년 | 비활성      |
| 짐바브웨               | 짐바브웨 양궁 협회               | ZIM  | 아프리카   | 1964년 | 1967년 |             |
| 차드                   | 차드 양궁 연맹                   | CHA  | 아프리카   | 2005년 | 2004년 |             |
| 체코                   | 체코 양궁 연맹                   | CZE  | 유럽       | 1933년 | 1931년 |             |
| 칠레                   | 칠레 양궁 연맹                   | CHI  | 아메리카   | 1982년 | 1983년 |             |
| 카메룬                 | 카메룬 사격 연맹                 | CMR  | 아프리카   | 1986년 | 2007년 |             |
| 카자흐스탄             | 카자흐스탄 공화국 국가 양궁 연맹 | KAZ  | 아시아     | 2004년 | 1992년 |             |
| 카타르                 | 카타르 사격 양궁 협회            | QAT  | 아시아     | 1998년 | 2000년 |             |
| 캐나다                 | 캐나다 양궁 연맹                 | CAN  | 아메리카   | 1927년 | 1955년 |             |
| 케냐                   | 케냐 양궁 체육 기구              | KEN  | 아프리카   | 1991년 | 1992년 |             |
| 코모로                 | 코모로 양궁 연맹                 | COM  | 아프리카   | 2012년 | 2013년 |             |
| 코소보                 | 코소보 양궁 연맹                 | KOS  | 유럽       | 2008년 | 2009년 |             |
| 코스타리카             | 코스타리카 양궁 체육 연맹        | CRC  | 아메리카   | 2000년 | 1972년 |             |
| 코트디부아르           | 코트디부아르 양궁 연맹           | CIV  | 아프리카   | 1999년 | 2000년 |             |
| 콜롬비아               | 세계 양궁 콜롬비아 연맹          | COL  | 아메리카   | 1974년 | 1975년 |             |
| 콩고 민주 공화국       | 콩고 국가 양궁 연맹              | COD  | 아프리카   | 2008년 | 2016년 | 비활성      |
| 쿠바                   | 쿠바 양궁 연맹                   | CUB  | 아메리카   | 1955년 | 1955년 |             |
| 쿠웨이트               | 쿠웨이트 사격 연맹               | KUW  | 아시아     | 1983년 | 2011년 |             |
| 퀴라소                 | 퀴라소 양궁 연맹                 | CUW  | 아메리카   |        |        |             |
| 크로아티아             | 크로아티아 양궁 협회             | CRO  | 유럽       | 1972년 | 1992년 |             |
| 키르기스스탄           | 키르기즈 공화국 양궁 연맹        | KGZ  | 아시아     | 2002년 | 2012년 |             |
| 키프로스               | 키프로스 양궁 연맹               | CYP  | 유럽       | 1972년 | 1973년 |             |
| 타지키스탄             | 타지키스칸 공화국 양궁 연맹      | TJK  | 아시아     | 1991년 | 1993년 |             |
| 타히티                 | 타히티 양궁 연맹                 | FPO  | 오세아니아 | 1992년 | 1992년 |             |
| 태국                   | 태국 국가 양궁 협회              | THA  | 아시아     | 1970년 | 1971년 |             |
| 토고                   | 토고 양궁 연맹                   | TOG  | 아프리카   |        |        |             |
| 통가                   | 통가 양궁 협회                   | TGA  | 오세아니아 | 1998년 | 1998년 |             |
| 투르크메니스탄         | 투르크메니스탄 국가 양궁 연맹    | TKM  | 아시아     | 2015년 | 2016년 |             |
| 튀니지                 | 튀니지 사격 연맹                 | TUN  | 아프리카   | 2008년 | 2009년 |             |
| 튀르키예               | 튀르키예 양궁 연맹               | TUR  | 유럽       | 1953년 | 1955년 |             |
| 트리니다드 토바고      | 트리니다드 토바고 양궁 협회      | TTO  | 아메리카   | 1991년 | 1994년 |             |
| 파나마                 | 파나마 국가 양궁 협회            | PAN  | 아메리카   | 1998년 | 1998년 |             |
| 파라과이               | 파라과이 양궁 연맹               | PAR  | 아메리카   | 1990년 | 1991년 |             |
| 파키스탄               | 파키스탄 양궁 연맹               | PAK  | 아시아     | 1996년 | 2005년 |             |
| 파푸아뉴기니           | 파푸아뉴기니 양궁 협회           | PNG  | 오세아니아 | 2004년 | 2004년 |             |
| 팔라우                 | 팔라우 양궁 협회                 | PLW  | 오세아니아 | 2006년 | 2006년 |             |
| 팔레스타인             | 팔레스타인 양궁 연맹             | PLE  | 아시아     |        |        |             |
| 페로 제도              | 페로 양궁 협회                   | FRO  | 유럽       | 1997년 | 1997년 |             |
| 페루                   | 페루 양궁 체육 연맹              | PER  | 아메리카   | 2010년 | 1992년 |             |
| 포르투갈               | 포르투갈 양궁 연맹               | POL  | 유럽       | 1962년 | 1950년 |             |
| 포클랜드 제도          | 포클랜드 양궁 협회               | FLK  | 아메리카   | 2013년 | 2013년 |             |
| 폴란드                 | 폴란드 양궁 연맹                 | POL  | 유럽       |        |        |             |
| 푸에르토리코           | 푸에르토리코 양궁 연맹           | PUR  | 아메리카   |        |        |             |
| 프랑스                 | 프랑스 양궁 연맹                 | FRA  | 유럽       | 1899년 | 1931년 |             |
| 피지                   | 세계 양궁 피지 연맹              | FJI  | 오세아니아 | 1976년 | 1996년 |             |
| 핀란드                 | 핀란드 양궁 협회                 | FIN  | 유럽       | 1947년 | 1948년 |             |
| 필리핀                 | 세계 양궁 필리핀 연맹            | PHI  | 아시아     | 1961년 | 1963년 |             |
| 헝가리                 | 헝가리 양궁 협회                 | HUN  | 유럽       | 1957년 | 1931년 |             |
| 홍콩                   | 중국 홍콩 양궁 총회              | HKG  | 아시아     | 1972년 | 1977년 |             |

## 참고 문헌
- “History of the federation” (영어). 세계 양궁 연맹.
- “세계 양궁 연맹” (영어). 국제 하계 올림픽 종목 협의회.
- “Members” (영어). 세계 양궁 연맹.

## 같이 보기
- 양궁